# USS Hammerhead (SS-364)
Za druga plovila z istim imenom glejte USS Hammerhead.
USS Hammerhead (SS-364) je bila jurišna podmornica razreda balao v sestavi Vojne mornarice Združenih držav Amerike.
Med drugo svetovno vojno je opravila 7 bojnih patrulj.
23. oktobra 1954 so podmornico posodili Turčijo, ki jo je preimenovala v TCG Cerbe (S 341); dokončno jo je odkupila šele 1. januarja 1972.